# Буто (город)
Бу́то (егип. Ḏbˁwt / Pr-W3ḏjt Пер-Уаджит «дом Уаджит»; др.-греч. Βοῦτος или Βουτώ Буто; араб. بوتو‎ Буту) — древний город в Нижнем Египте в западной части дельты Нила. Был расположен в 95 километрах к востоку от Александрии в дельте Нила. Арабами место раскопок называется Тель эль-Фарейн (араб. الفراعين تل‎) в переводе означающий «Холм фараонов», современное название самого населённого пункта — Ибту или Абту.

## История
Культура Буто-Маади была наиболее важной доисторической культурой Нижнего Египта, датируемой 4000–3500 годами и современной I и II фазам Негады в Верхнем Египте. Культура была наиболее известна из городища Маади близ Каира, но также была засвидетельствована во многих других местах дельты вплоть до Фаюма. Эта культура была отмечена развитием архитектуры и технологий.
Археологические находки показывают, что верхнеегипетская культура Негады пришла на смену культуре Буто-Маади (также известной как «нижнеегипетский культурный комплекс»), возможно, после завоевания. Совсем недавно учёные высказали сомнения по этому поводу; они указали, что в Дельте был значительный переходный этап.
Объединение Нижнего и Верхнего Египта в одно целое в настоящее время считается более сложным процессом, чем считалось ранее.

### Египет фараонов

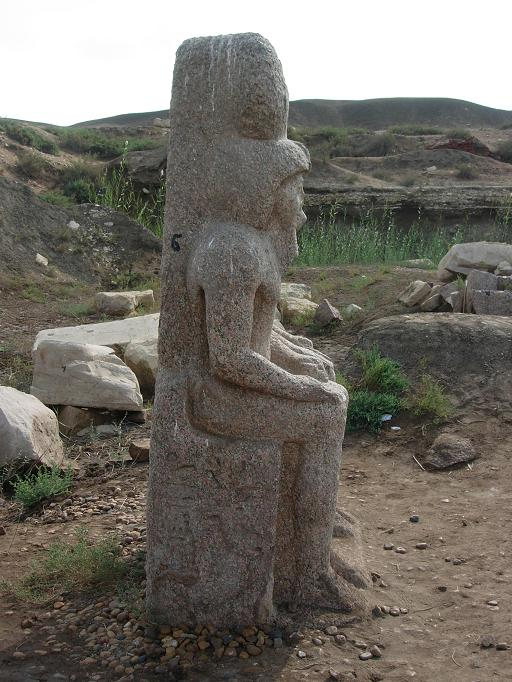
Руины Буто. Групповая статуя Рамзеса II и Уаджет.

Первоначально состоял из двух городов, Пе и Деп, со времён Нового царства известных под общим названием Пер-Уаджит, в связи с тем, что здесь, ёщё с додинастического периода, находился центр культа божественной кобры Уаджит (до 3100 года до н.э.). 
Вероятно, на протяжении Нулевой династии правителей Древнего Египта Пер-Уаджит был столицей царства Нижнего Египта, впоследствии покорённого царством Сур. В слоях, относящихся к данному периоду (3100 год до н. э.), местная керамика постепенно замещается керамикой, происходящей из Верхнего Египта. После объединения Верхнего и Нижнего Египта культ Уаджит был объединён с культом богини Нехбет, покровительницей Верхнего Египта, что проявилось в изменении вида египетской короны «дешрет». Богиня Уаджит была божеством-покровителем Нижнего Египта, в этом районе также находились святилища Гора и Баст, а позже город стал ассоциироваться с Исидой.
Из-за сходства многие божества имели параллельные личности и роли и объединились в единый пантеон божеств. Однако с божествами-покровителями дело обстояло иначе. Божество-покровитель Нижнего Египта, Уаджит, изображалось в виде кобры. Божество-покровитель Верхнего Египта, Нехбет, изображалось в виде стервятника. Их отдельные культурные особенности были настолько существенными, что они так и не слились воедино, когда две культуры объединились. В религиозных верованиях двух объединённых регионов было очень много божеств со схожими ролями или природой. Эти две богини стали эвфемистически известны как «две госпожи», которые вместе оставались покровительницами объединённого Египта на протяжении всей оставшейся части его древней истории. Изображение Нехбет присоединилось к Уаджит на урее, окружавшем корону царей, правивших Египтом после этого.

### Античный Египет
Во времена царства Птолемеев, грекоязычной династии, правившей с 305 по 30 год до н.э., греки придумали этот топоним, но только для города. Он служил столицей или, согласно Геродиану, просто главной деревней Дельты. Геродот называл его хеммитским номом, Птолемею он был известен как фтенотийский ном (др.-греч. Φθενότης), а Плинию Старшему — как «Птенета».
Позднее греки стали называть этот город Буто, так же, как называли на своём языке богиню Уаджит. Греческие историки писали, что Буто славился своим монолитным храмом и оракулом богини Уаджит (Буто), и там ежегодно проводился фестиваль в честь богини. Описывая культуру Египта, греки пытались связать более древние египетские божества со своими собственными, этот процесс назывался греческая интерпретация. Они писали о них как об одних и тех же божествах, но с иными именами в греческой культуре. Уаджит была отождествлена с Лето. Они также отметили, что в Буто находилось святилище Гора, которого греки ассоциировали с Аполлоном, и святилище Баст, которую греки ассоциировали с Артемидой.
Плутарх, писавший в греко-римский период, сообщает, что Исида доверила младенца Гора «Лето» (Уаджит) для воспитания в Буто, пока Исида искала тело своего убитого мужа Осириса. Согласно этим же поздним источникам, землеройке (иногда ассоциируемой с Гором) также поклонялись в Буто.
Ремесленные кварталы, греческие и римские бани свидетельствуют об экономической роли города в регионе и перекликаются с рассказами античных авторов, которые описывают город как один из самых важных в этой части дельты.
Город серьёзно пострадал во время мусульманского завоевания Египта, превратившись в жалкую деревню, которую арабы называли Ибту (производное от старого названия). Завоеватели превратили город в каменоломню, чтобы поставлять камень для строительства новых городов или для производства извести.

## Археологические находки
Месторасположение города обнаружено Флиндерсом Питри в 1888 году, однако интенсивные раскопки начались лишь с прибытием британской экспедиции в 1960-х годах.
Дворцовое здание, построенное во времена Второй династии, считается одним из самых важных открытий в Буто. Археологические раскопки в Буто проводились Египетским исследовательским обществом в 1964–1969 годах под руководством Вероники Сетон-Уильямс, а позже Дороти Чарлсуорт. С 1985 года раскопками руководит Германский археологический институт. Шесть греческих бань также были раскопаны различными миссиями в Буто.
В 2022 году в ходе раскопок на площади 6,5 х 4,5 м были обнаружены остатки древнего зала с колоннами внутри более крупного храмового сооружения. В зале находились остатки трёх сохранившихся колонн, расположенных по оси север-юг в юго-западном конце храма. Там было найдено множество каменных фрагментов, украшенных гравюрами, а также множество керамических изделий, связанных с ритуальной деятельностью. В пресс-релизе, опубликованном Министерством туризма и древностей, говорится, что археологи также обнаружили известняковую роспись, на которой изображена голова птицы в белой короне, окружённой перьями.